# ملعب ماتشافا
ملعب ماتشافا هو ملعب متعدد الاستخدام يقع في مابوتو عاصمة موزمبيق . غالبا ما يتم استخدامه لمباريات كرة القدم . يسع الملعب لجلوس 45 ألف متفرج . يعتبر الملعب الرسمي الذي يخوض فيه منتخب موزمبيق مبارياته الدولية .